# Convento del Corpus Christi (Córdoba)
El convento del Corpus Christi es un convento del siglo XVII que actualmente alberga la sede de la Fundación Antonio Gala. Su propietario es CajaSur y se encuentra inscrito en catálogo de bienes protegidos del conjunto histórico de la ciudad de Córdoba.

## Estructura

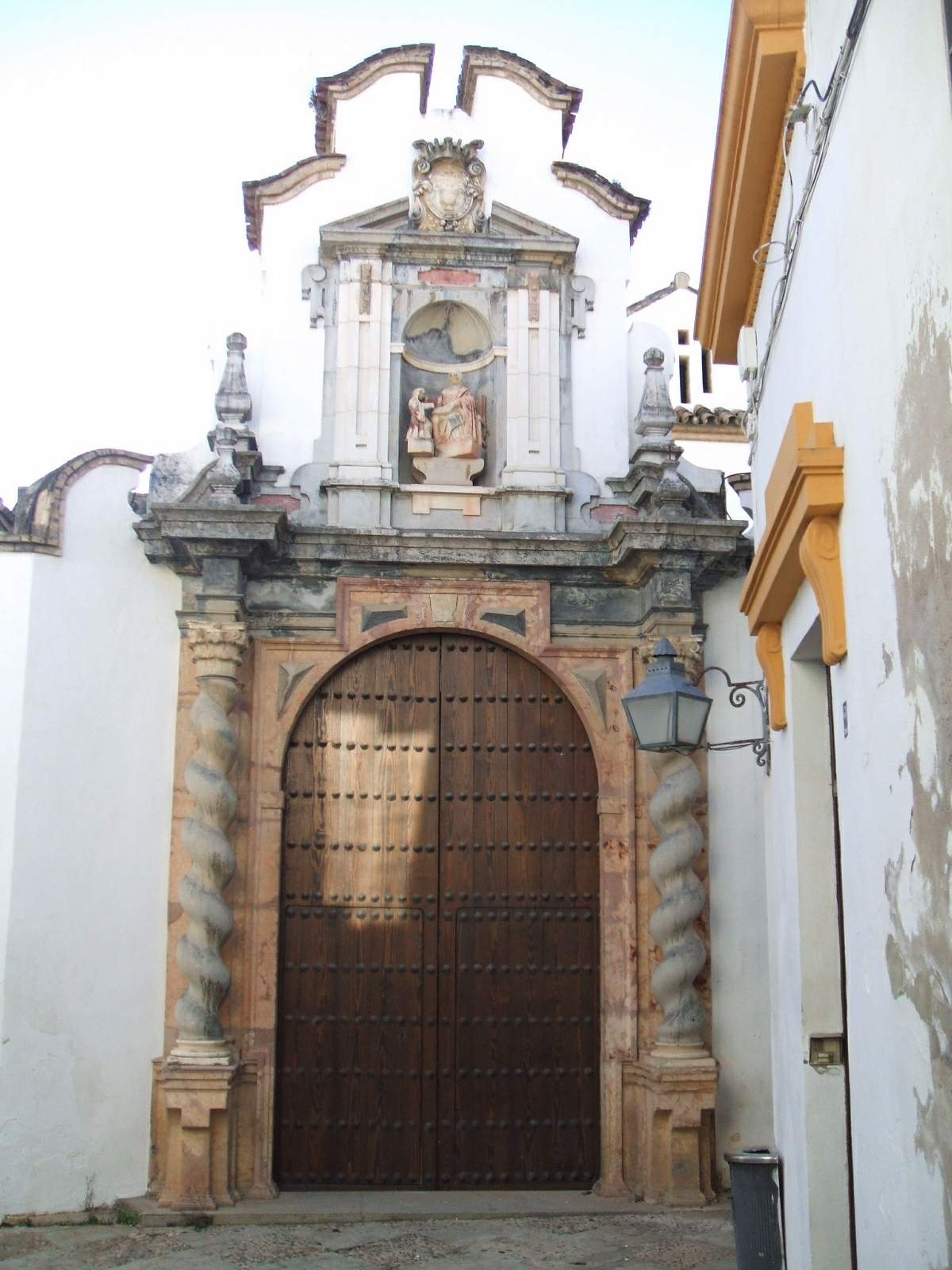
Convento

El edificio se organiza de forma autónoma con espacios intersticiales junto a medianeras. Las crujías tienen muros de carga y columnas con arcos. La iglesia es de una sola nave con coros alto y bajo. Y las celdas tienen ventanas bajas a claustro. En cuanto a los patios, hay un compás de entrada, con atrio a la iglesia de tres arcos de medio punto sobre columnas, y portada a clausura con volutas y escudo episcopal.
El claustro principal estructurante, tiene dos plantas con arcos de medio punto sobre columnas toscanas. Otros patios menores se encuentran en posición lateral. 
La fachada se configura como una tapia ciega con portada barroca de ladrillo aplantillado con arco de medio punto y frontón triangular con pináculos.

## Estado
En 2019 se encontró un cuadro que había sido sustraído del convento con anterioridad.